# Andrew Scott
Andrew Scott (n. 21 octombrie 1976, Dublin, Irlanda) este un actor irlandez cunoscut pentru rolurile sale de pe scena de teatru dar și în televiziune. Acesta a primit numeroase premii, inclusiv un premiu BAFTA pentru televiziune și două premii Laurence Olivier, alături de nominalizări la premiul Primetime Emmy și două premii Globul de Aur.
Andrew Scott a devenit cunoscut pentru rolul James Moriarty din serialul BBC Sherlock (2010–2017), pentru care a câștigat premiul BAFTA pentru cel mai bun actor în rol secundar. Rolul său de preot din a doua serie din serialul Fleabag (2019) i-a adus premiul Critics' Choice Television pentru „cel mai bun actor” în rol secundar într-un serial de comedie. Este cunoscut pentru rolurile sale din filmele Pride (2014), Spectre (2015) și 1917 (2019). A mai fost nominalizat la Globul de Aur pentru cel mai bun actor pentru rolul principal din filmul dramă romantic All of Us Strangers (2023). În 2024, a jucat rolul lui Tom Ripley în serialul de crime Ripley.
Pe scena de teatru, Scott a primit aprecieri pentru rolul principal al lui Garry Essendine într-o producție din 2019 din Present Laughter la Old Vic, pentru care a câștigat premiul Laurence Olivier pentru cel mai bun actor. El a câștigat, de asemenea, Premiul Laurence Olivier pentru realizare remarcabilă într-un teatru afiliat în 2005 pentru rolul său din A Girl in a Car with a Man la Royal Court Theatre.

## Tinerețe și educație
Scott s-a născut la Dublin în 1976, fiu al lui Nora și Jim Scott. Mama lui era profesoară de artă, în timp ce tatăl său lucra la o agenție de plasare a forței de muncă. Este al doilea dintre cei trei copii; având o soră mai mare, Sarah, și o soră mai mică, Hannah.
El a urmat Colegiul Gonzaga, timp în care a urmat cursuri de weekend la Teatrul pentru tineri al lui Ann Kavanagh din Rathfarnham și a apărut în două reclame la televiziunea irlandeză. La 17 ani, Scott a fost ales pentru un rol principal în primul său film Coreea. A câștigat o bursă la școala de artă, dar a ales să studieze teatru la Trinity College Dublin, plecând după șase luni pentru a se alătura Teatrului Abbey din Dublin și apoi mutându-se la Londra când avea 22 de ani. El a declarat la London Evening Standard că a avut întotdeauna o „obsesie sănătoasă” pentru actorie.

## Carieră

### 1992–2009
În 1992 l-a portretizat pe Stan în piesa lui Neil Simon, Brighton Beach Memoirs, la Andrew's Lane din Dublin. Scott și-a făcut debutul actoricesc în drama irlandeză Korea (1995), care a avut premiera la Festivalul Internațional de Film de la Toronto. Scott a lucrat cu regizorul de film și teatru Karel Reisz la Gate Theatre, Dublin, în producția din Long Day's Journey into Night (1998), jucând rolul lui Edmund Tyrone. Personajul era fiul mai mic, în piesa lui Eugene O'Neill despre un om bogat, care a torturat o familie irlandeză ce trăia în Connecticut în 1912. A câștigat Actorul Anului la Sunday Independent Spirit of Life Arts Awards 1998 și a primit o nominalizare la Irish Times Theatre Award în 1998 pentru cel mai bun actor în rol secundar.
Scott a avut un rol secundar ca Michael Bodkin în filmul Nora și un alt rol secundar într-o adaptare pentru televiziune a lui Henry James The American, înainte de a-și face debutul în teatrul londonez în Dublin Carol al lui Conor McPherson, la Royal Court Theatre. A apărut pentru scurt timp în drama câștigătoare a BAFTA Longitude (2000), alături de Sir Michael Gambon, pe care l-a numit „un actor genial” și „cel mai bun actor din Anglia”. De asemenea, a jucat în miniseria lui Steven Spielberg despre al doilea război mondial Band of Brothers (2001). Scott a descris atmosfera de lucru de pe platourile de filmare a Band of Brothers ca fiind „îngrozitoare”.
În 2004, a fost numit unul dintre „Shooting Stars”(„starurile în ascensiune”) de la European Film Promotions. După ce a jucat în My Life in Film pentru BBC, a primit primul său premiu Laurence Olivier pentru rolul din A Girl in a Car with a Man at The Royal Court, și Theatregoers' Choice Award pentru interpretarea sa din piesa Aristocrați. De asemenea, a dat naștere unui dublu rol, a fraților gemeni în producția în premieră mondială a Curții Regale din Dying City a lui Christopher Shinn, care a fost ulterior nominalizată la Premiul Pulitzer. În 2006, și-a făcut debutul pe Broadway în producția Music Box Theatre The Vertical Hour scrisă de David Hare și regizat de Sam Mendes. Scott a jucat alături de Bill Nighy și Julianne Moore. A fost nominalizat la Drama League Award pentru această performanță.
Scott a apărut în rolul colonelului William Smith în miniseria istorică John Adams. În 2009, a apărut în Sea Wall, un one-man show scris special pentru el de dramaturgul Simon Stephens. Mai târziu în acel an, a jucat într-o serie sold-out a lui Cock la Royal Court, care a câștigat un premiu Olivier în 2010. Reprezentația lui într-un episod din Războiul lui Foyle, în care interpretează rolul unui prizonier hotărât să permită spânzurarea sa pentru o crimă pe care poate nu a comis-o, a fost descrisă în Slant drept o „performanță remarcabilă”. Aparițiile sale în film includ un rol în Chasing Cotards (un scurtmetraj realizat pentru IMAX); un rol în scurtmetrajul, Silent Things; și rolul lui Paul McCartney în filmul BBC Lennon Naked. De asemenea, joacă în filmul apreciat de critici din 2010 The Duel.

### 2010–2017
El a obținut faima prin rolul său ca dușmanul lui Sherlock Holmes, Jim Moriarty, în serialul dramă Sherlock, pe care l-a interpretat din 2010 până în 2017 alături de Benedict Cumberbatch și Martin Freeman. Pentru interpretarea sa a primit premiul British Academy Television pentru cel mai bun actor în rol secundar.
A avut un rol de invitat în a doua serie din Garrow's Law, jucând un bărbat gay judecat pentru sodomie. În 2010, a apărut în producția Old Vic a lui Noël Coward Design for Living, regizat de Anthony Page. În 2011, a jucat rolul principal al lui Julian în adaptarea lui Ben Power după epopeea lui Henrik Ibsen, Împăratul și Galileanul, la Teatrul Național Regal din Londra. A avut un rol în drama The Hour în rolul lui Adam Le Ray, al unui actor eșuat. În serial i-a avut colegi pe Dominic West și Romola Garai. Pe lângă munca sa pe scenă și la TV, Scott este cunoscut pentru rolul său vocal în piese de teatru radiofonic și cărți audio, cum ar fi rolurile lui Jay Gatsby din The Great Gatsby al lui F. Scott Fitzgerald și Stephen Dedalus din Ulise al lui James Joyce.

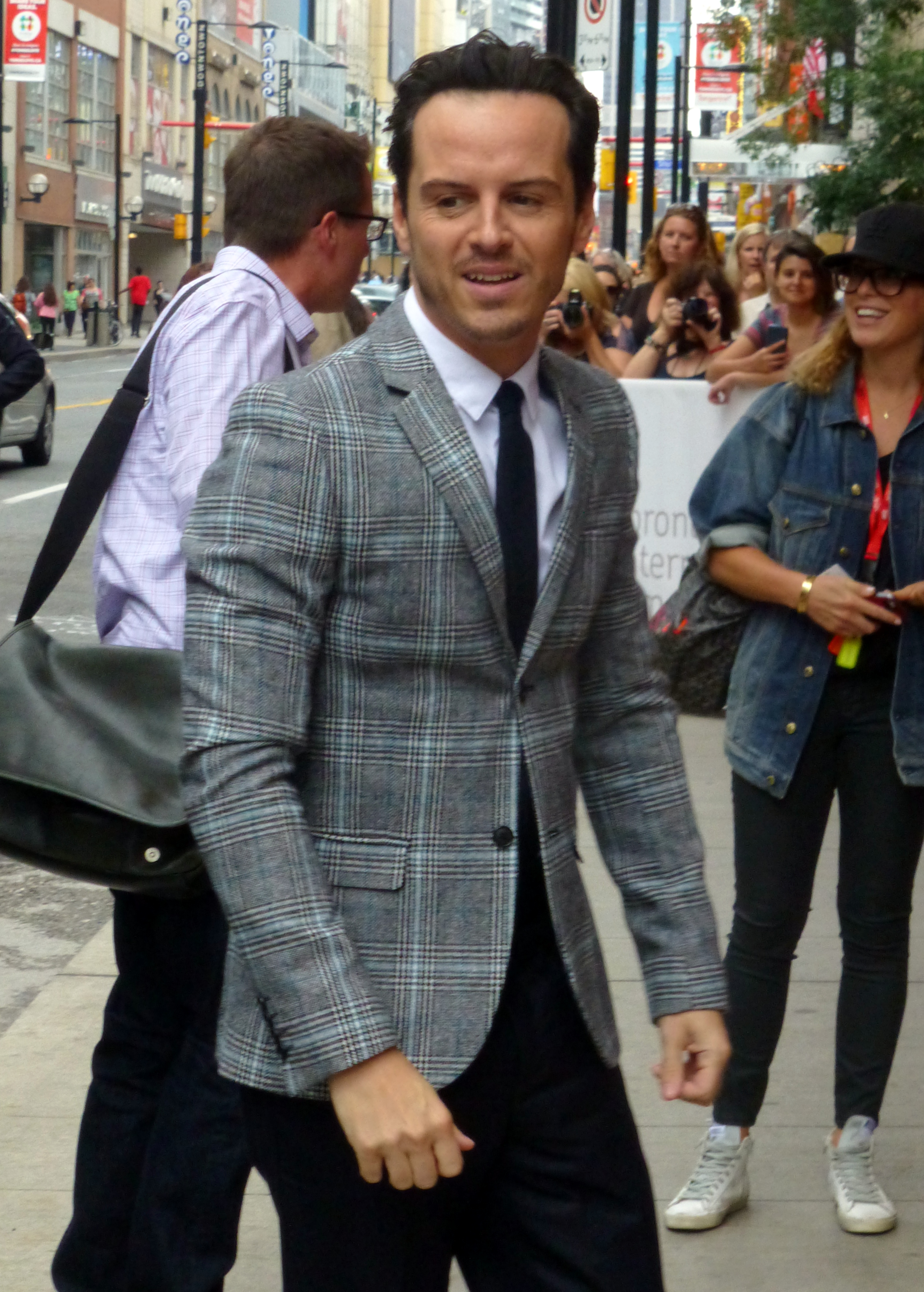
Scott în 2014

În noiembrie 2013, Scott a luat parte la celebrarea a 50 de ani ai Royal National Theatre, 50 Years on Stage, un eveniment teatral care a constat în fragmente din multe piese de-a lungul celor cincizeci de ani ai Teatrului Național și a fost transmis în direct la tv. Alături de Dominic Cooper, Scott a interpretat o scenă din piesa epică a lui Tony Kushner, Îngerii în America, despre criza SIDA din New York. În 2014, Scott a urcat pe scenă în Birdland, scris de Simon Stephens și regizat de Carrie Cracknell la Royal Court Theatre, interpretând personajul central al lui Paul, un star rock în pragul unei căderi nervoase. Scott a primit recenzii pozitive pentru performanță, cu comentarii precum „frumos jucat” și [el] „recoltează trucul genial de a fi complet mort în spatele ochilor și fascinant în același timp, o creatură îngrozitoare care este atât totem, cât și simptom”.
În 2015, a apărut în filmul lui James Bond Spectre în rolul lui Max Denbigh, ca membru al guvernului britanic ce intenționează să închidă secțiunea Double-0. Despre experiență, Scott a declarat: „Am fost încântat să fiu întrebat. Mi s-a părut greu să fiu în acel film. Cred că puteam să fiu puțin mai bun. Cred că mi-am permis să fiu puțin intimidat de buget și istoria francizei și nu cred că am încercat suficient de mult să fiu original”. În anul următor a apărut în filmul dramă romantic This Beautiful Fantastic (2016), regizat și scris de Simon Aboud.
Tot în 2016, l-a interpretat pe avocatul Anthony Julius în filmul Denial alături de Rachel Weisz, Timothy Spall și Tom Wilkinson.
În 2017, interpretarea lui Scott în rolul principal din Hamlet a obținut aprecieri ale criticilor și acest rol i-a adus nominalizarea la Premiul Laurence Olivier pentru cel mai bun actor într-un rol principal într-o piesă de teatru. Piesa a fost regizată de Robert Icke și produsă pentru prima dată la Teatrul Almeida. Michael Billington de la The Guardian a lăudat performanța lui Scott, scriind: „Rolul Hamlet al lui Scott este cel mai memorabil pentru farmecul, autoironia și capacitatea sa de a vorbi direct publicului”. Producția a fost filmată și difuzată pe BBC Two la Paște în 2018. Scott a dat viață vocii lui Obake în Big Hero 6: The Series (2017).

### 2018 – prezent

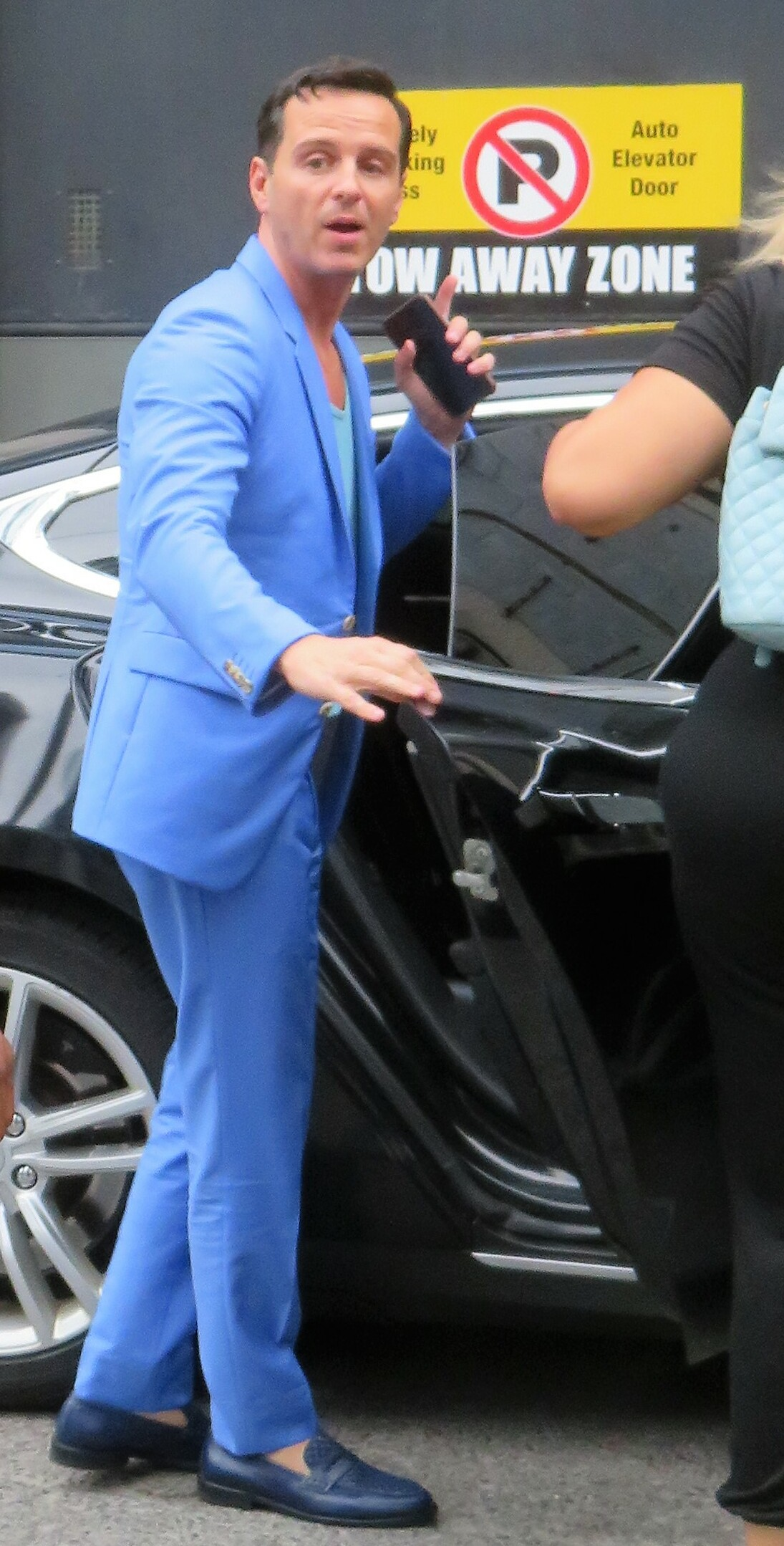
Scott în 2022

Scott l-a interpretat pe Edgar în adaptarea pentru televiziune a lui William Shakespeare, Regele Lear (2018). Scott a jucat alături de Anthony Hopkins, Emma Thompson și Florence Pugh. În anul următor, el a interpretat rolul preotului în seria a doua din comedia-dramă Fleabag (2018), creată de Phoebe Waller-Bridge. Pentru interpretarea sa, a primit aprecieri și nominalizări la Globul de Aur, Premiul Screen Actors Guild și Critics' Choice Television Award. În 2019, a apărut în serialul de antologie Black Mirror, ca personajul principal, Chris, în episodul din sezonul 5 „ Smithereens ”, pentru care a fost nominalizat la Premiul Primetime Emmy pentru cel mai bun actor invitat într-un serial dramă. Tot în 2019, a jucat în drama lui Sam Mendes 1917, care a primit aprecieri, precum și o nominalizare la Premiul Oscar pentru cel mai bun film.
Din iunie până în august 2019, Scott a jucat rolul idolul Garry Essendine în reinterpretarea lui Matthew Warchus scrisă de Noël Coward Present Laughter la Old Vic în Londra. A primit aprecieri pentru rol, precum și premiul Laurence Olivier pentru cel mai bun actor. El l-a portretizat pe colonelul John Parry/ Jopari /Stanislaus Grumman într-o adaptare a lui Philip Pullman His Dark Materials din 2019 până în 2022. L-a jucat pe Lord Merlin în miniseria The Pursuit of Love (2021). Tot în acel an, el l-a interpretat pe Terje Rød-Larsen în filmul Oslo (2021). În anul următor, a jucat în comedia Catherine Called Birdy (2022).
În 2023, Scott a jucat alături de Paul Mescal în drama romantică All of Us Strangers. Performanța sa i-a adus o nominalizare la Premiul Globul de Aur pentru cel mai bun actor – dramă cinematografică la cea de-a 81-a ediție a premiilor Globul de Aur.
Scott a jucat apoi în rolul lui Tom Ripley în Ripley, un serial de televiziune adaptat după romanele Ripley scrise de Patriciei Highsmith.

## Viața personală
Scott a comentat pentru prima dată public despre sexualitatea sa într-un interviu pentru The Independent în noiembrie 2013. El a declarat: „Din milă, în zilele noastre oamenii nu văd homosexualitatea ca un defect. Dar nici nu este o virtute, cum ar fi bunătatea. Sau un talent, cum ar fi cântatul la banjo. Este doar un fapt. Desigur, face parte din machiajul meu, dar nu vreau să defilez cu el”. Scott a fost clasat pe locul 22 în The Independent ' s Rainbow List 2014. În 2023, el a spus că, atunci când a început ca actor, oamenii l-au „încurajat” să nu-și dezvăluie orientarea sexuală.
Scott a lucrat cu organizația de caritate IdeasTap, îndrumând tineri actori și ajutându-i să-și înceapă cariera, până când organizația de caritate s-a închis în iunie 2015 din cauza lipsei de fonduri.

## Credite

### Film
| An   | Titlu                           | Rol                         | Note              |
| ---- | ------------------------------- | --------------------------- | ----------------- |
| 1995 | Korea                           | Eamonn Doyle                |                   |
| 1997 | Drinking Crude                  | Paul                        |                   |
| 1998 | Saving Private Ryan             | Soldatul de pe plajă        |                   |
| 1998 | The Tale of Sweety Barrett      | Danny                       |                   |
| 2000 | Nora                            | Michael Bodkin              |                   |
| 2001 | I Was the Cigarette Girl        | Tim                         | scurt metraj      |
| 2003 | Dead Bodies                     | Tommy McGann                |                   |
| 2009 | The Duel                        | Ivan Andreich Laevsky       |                   |
| 2010 | Chasing Cotards                 | Hart Elliot-Hinwood         | scurt metraj      |
| 2010 | Silent Things                   | Jake                        | scurt metraj      |
| 2012 | Sea Wall                        | Alex                        | scurt metraj      |
| 2012 | The Scapegoat                   | Paul                        |                   |
| 2013 | Legacy                          | Viktor Koslov               |                   |
| 2013 | The Stag                        | Davin                       |                   |
| 2014 | Locke                           | Donal                       |                   |
| 2014 | Pride                           | Gethin Roberts              |                   |
| 2014 | Jimmy's Hall                    | Preotul Seamus              |                   |
| 2015 | Spectre                         | C (Max Denbigh)             |                   |
| 2015 | Victor Frankenstein             | Inspectorul Roderick Turpin |                   |
| 2016 | Alice Through the Looking Glass | Addison Bennett             |                   |
| 2016 | Swallows and Amazons            | Lazlow                      |                   |
| 2016 | Denial                          | Anthony Julius              |                   |
| 2016 | This Beautiful Fantastic        | Vernon Kelly                |                   |
| 2016 | Handsome Devil                  | Dan Sherry                  |                   |
| 2017 | The Hope Rooms                  | Sean                        | scurt metraj      |
| 2017 | The Delinquent Season           | Chris                       |                   |
| 2018 | A Dark Place                    | Donald Devlin               | sau Steel Country |
| 2019 | Cognition                       | Elias                       | scurt metraj      |
| 2019 | 1917                            | Locotenentul Leslie         |                   |
| 2022 | Catherine Called Birdy          | Lordul Rollo                |                   |
| 2023 | All of Us Strangers             | Adam                        |                   |
| 2024 | Back in Action                  | Va fi anunțat               | Post-producție    |

### Televiziune
| An        | Titlu                                   | Rol                           | Note                                |
| --------- | --------------------------------------- | ----------------------------- | ----------------------------------- |
| 1995      | Budgie                                  | Peter                         | Film tv                             |
| 1998      | Miracle at Midnight                     | Michael Grunbaum              | Film tv                             |
| 1998      | The American                            | Valentin de Bellegarde        | Film tv                             |
| 2000      | Longitude                               | John Campbell                 | 4 episoade                          |
| 2001      | Band of Brothers                        | Soldatul John "Cowboy" Hall   | episodul: "Day of Days"             |
| 2003      | Killing Hitler                          | Sniper                        | film documentar                     |
| 2004      | My Life in Film                         | Jones                         | 6 episoade                          |
| 2005      | The Quatermass Experiment               | Vernon                        | Film tv                             |
| 2007      | Nuclear Secrets                         | Andrei Sakarov                | episodul: "Superbomb"               |
| 2008      | John Adams                              | Col. William Smith            | 4 episoade                          |
| 2008      | Little White Lie                        | Barry                         | Film tv                             |
| 2010      | Foyle's War                             | James Devereaux               | episodul: "The Hide"                |
| 2010      | Lennon Naked                            | Paul McCartney                | Film tv                             |
| 2010–2017 | Sherlock                                | James "Jim" Moriarty          | 8 episoade                          |
| 2010      | Garrow's Law                            | Căpitanul Jones               | episodul: "Episode #2.2"            |
| 2011      | The Hour                                | Adam Le Ray                   | 2 episoade                          |
| 2012      | Blackout                                | Dalien Bevan                  | 3 episoade                          |
| 2012      | The Scapegoat                           | Paul Spencer                  | Film tv                             |
| 2012      | The Town                                | Mark Nicholas                 | 3 episoade                          |
| 2013      | Dates                                   | Christian                     | episodul: "Jenny and Christian"     |
| 2016      | The Hollow Crown: The Wars of the Roses | King Louis                    | episodul: "Henry VI, Part 2"        |
| 2016      | Earth's Seasonal Secrets                | Narator                       | 4 episoade                          |
| 2017      | Quacks                                  | Charles Dickens               | episodul: "The Lady's Abscess"      |
| 2017–2021 | School of Roars                         | Narator / diverse voci        | rol principal                       |
| 2017–2018 | Big Hero 6: The Series                  | Obake (voce)                  | 11 episoade                         |
| 2018      | King Lear                               | Edgar                         | Film rv                             |
| 2019      | Fleabag                                 | Preotul                       | 6 episoade                          |
| 2019      | Black Mirror                            | Christopher Michael Gillhaney | episodul: "Smithereens"             |
| 2019      | Modern Love                             | Tobin                         | episodul: "Hers Was a World of One" |
| 2019–2022 | His Dark Materials                      | Colonelul John Parry / Jopari | 7 episoade                          |
| 2021      | The Pursuit of Love                     | Lordul Merlin                 | 3 episoade                          |
| 2021      | Oslo                                    | Terje Rød-Larsen              | Film tv                             |
| 2024      | Ripley                                  | Tom Ripley                    | 8 episoade; și producător           |

### Teatru
| An         | Titlu                                 | Rol                   | Regizor            | Companie                                |
| ---------- | ------------------------------------- | --------------------- | ------------------ | --------------------------------------- |
| 1992       | Brighton Beach Memoirs                | Stan                  | Rita Tieghe        | Andrew's Lane, Dublin                   |
| 1996       | Six Characters in Search of an Author | Fiul                  | John Crowley       | Abbey Theatre                           |
| 1996       | The Marriage of Figaro                | Cherubino             | Brian Brady        | Abbey Theatre                           |
| 1996       | A Woman of No Importance              | Gerald Arbuthnot      | Ben Barnes         | Abbey Theatre                           |
| 1997       | The Lonesome West                     | Preotul Welsh         | Garry Hynes        | Druid Theatre Co.                       |
| 1998       | Long Day's Journey into Night         | Edmund                | Karel Reisz        | The Gate, Dublin                        |
| 2000       | Dublin Carol                          | Mark                  | Ian Rickson        | The Old Vic/Royal Court Theatre         |
| 2000       | The Secret Fall of Constance Wilde    | Lordul Alfred Douglas | Patrick Mason      | Abbey Theatre/Barbican, RSC             |
| 2001       | The Coming World                      | Ed/Ty                 | Mark Brickman      | Soho Theatre                            |
| 2001       | Crave                                 | B                     | Vicky Featherstone | Royal Court Theatre                     |
| 2002       | Original Sin                          | Angel                 | Peter Gill         | Sheffield Crucible                      |
| 2002       | The Cavalcaders                       | Rory                  | Robin Lefevre      | Tricycle Theatre                        |
| 2003       | Playing the Victim                    | Valya                 | Richard Wilson     | Told by an Idiot                        |
| 2004       | A Girl in a Car with a Man            | Alex                  | Joe Hill-Gibbins   | Royal Court Theatre                     |
| 2005       | Aristocrats                           | Casimir               | Tom Cairns         | National Theatre Company                |
| 2006       | Dying City                            | Craig/Peter           | James McDonald     | Royal Court Theatre                     |
| 2006–07    | The Vertical Hour                     | Philip Lucas          | Sam Mendes         | The Music Box, NY                       |
| 2008, 2018 | Sea Wall                              | Alex                  | George Perrin      | The Bush Theatre and The Old Vic        |
| 2009       | Roaring Trade                         | Donny                 | Roxana Silbert     | Soho Theatre                            |
| 2009       | Cock                                  | M                     | James McDonald     | Royal Court Theatre                     |
| 2010       | Design for Living                     | Leo                   | Anthony Page       | The Old Vic                             |
| 2011       | Emperor and Galilean                  | Julian                | Jonathan Kent      | Royal National Theatre                  |
| 2014       | Birdland                              | Paul                  | Carrie Cracknell   | Royal Court Theatre                     |
| 2015       | The Dazzle                            | Langley Collyer       | Simon Evans        | Found111                                |
| 2016       | Letters Live                          | Cititorul             |                    | Freemasons' Hall                        |
| 2017       | Hamlet                                | Hamlet                | Robert Icke        | Almeida Theatre & Harold Pinter Theatre |
| 2019       | Present Laughter                      | Garry Essendine       | Matthew Warchus    | The Old Vic                             |
| 2020       | Three Kings                           | Patrick               | Matthew Warchus    | The Old Vic (Old Vic: In Camera)        |
| 2023       | Vanya                                 | Toate personajele     | Sam Yates          | Duke of York's Theatre                  |

## Premii și nominalizări
Scott a primit numeroase premii, printre care un premiu BAFTA, două premii Laurence Olivier, un premiu Critics' Choice Television și un premiu pentru film independent britanic. A mai primit și nominalizări la Primetime Emmy, un premiu la Globul de Aur și două premii Screen Actors Guild.